# سیپن
CPAN سرواژهٔ Comprehensive Perl Archive Network (شبکهٔ جامع بایگانی پرل) است، که یک بایگانی از بیش از ۱۹۶٬۰۰۰ ماژول نرم‌افزار به زبان برنامه‌نویسی پرل به همراه مستنداتشان است. پایگاه سیپن بر روی وب www.cpan.org است که بر روی بیش از ۳۵۱ مکان آینه شده است. سیپن می‌تواند به معنی خود شبکهٔ بایگانی یا اسکریپت پرلی که به عنوان یک مدیر بسته، رابط شبکهٔ بایگانی است بکار رود. بیشتر نرم‌افزارهای روی سیپن نرم‌افزار آزاد هستند.

## ماژول‌ها
مانند بسیاری از زبان‌های برنامه‌نویسی، پرل مکانیسم‌هایی برای استفاده از کتابخانه‌های بیرونی کد دارد. که اجازه می‌دهد یک پرونده شامل تابع‌های مشترکی باشد که توسط چندین برنامه استفاده می‌شوند. پرل این‌ها را ماژول می‌نامد. ماژول‌های پرل معمولاً در پوشه‌هایی نصب می‌شوند که مسیرشان در مفسر پرل هنگام همگردانی قرار داده شده‌است. در سیستم‌های عامل یونیکسی مسیرهای معمول شامل /usr/lib/perl۵، /usr/local/lib/perl۵، و بسیاری از زیرپوشه‌هایشان است. دستهٔ کوچکی از ماژول‌های اصلی همراه پرل هستند. برخی از این‌ها مانند ExtUtils::MakeMaker کارهای bootstrapping می‌کنند.